# Fougeré, Maine-et-Loire

Fougeré este o comună în departamentul Maine-et-Loire, Franța. În 2009 avea o populație de 760 de locuitori.